# GSC2414-1262
GSC2414-1262 — хімічно пекулярна зоря спектрального класу A1, що має видиму зоряну величину в смузі V приблизно 10,7.